# Ла Корте (Сасари)
Ла Корте је насеље у Италији у округу Сасари, региону Сардинија.
Према процени из 2011. у насељу је живело 151 становника. Насеље се налази на надморској висини од 87 м.